# Percy Harrison Fawcett
Percy Harrison Fawcett (Torquay, Devon, Egyesült Királyság, 1867. augusztus 31. – Brazília, 1925 [feltételezett dátum]) angol régész, felfedező utazó.
Fiával és annak barátjával együtt eltűnt a brazíliai őserdőben 1925-ben, miközben az elveszett várost, egy magasabb rendű indián civilizációt keresett a Mato Grosso ősvadonában. Fawcett személye nyújtotta az alapot a kitalált régész, Indiana Jones figurájához.

## Élete
Fawcett 1867-ben született Torquay-ban az Egyesült Királyságban. Édesapja tagja volt a Királyi Földrajztudományi Társaságnak, és minden bizonnyal a fiatal fiú innen merítette indíttatását a felfedezések és a földrajz szeretete iránt. 1886-ban végzett tüzérként a katonai akadémián, és Trincomaleebe került szolgálatra Ceylonba. Később Észak-Afrikában dolgozott Marokkóban a brit titkos szolgálatnak, itt megtanulta a térképkészítést és a földrajzi helymeghatározást. Észak-afrikai munkája után Hongkongban majd ismét Ceylonban dolgozott, végül Írországba került.

### Fawcett első expedíciói
Fawcett először 1906-ban járt Dél-Amerikában, Brazília, Peru és Bolívia határát kellett térképeznie, illetve a helyszínen kitűznie. 1906 és 1924 között hét expedíciót vezetett Dél-Amerikában. Ezen expedíciók célja kezdetben a különböző országok közötti vitás határvonalak feltérképezése volt, majd utána a térképen lévő „fehér foltok” felderítése, néprajzi, zoológiai és botanikai tanulmányok végzése. Barátság fűzte H. Rider Haggardhoz és Arthur Conan Doyle-hoz, kiknek gyakran mesélt őserdei kalandjairól. Egyik ilyen beszámolója adta az ötletet Conan Doyle-nak ahhoz, hogy megírja az Elveszett világ című nagy sikerű könyvét.

### Fawcett utolsó expedíciója
Fawcett meggyőződésesen hitt egy magasabb rendű indián civilizáció, egy elveszett város létezésében. Ezt a várost írásaiban a legendás „Z” városának nevezte. Feltételezéseit korábbi portugál levéltári adatokra, és egy Roposo nevű portugál utazó 1753-as beszámolójára alapozta. A legendás várost Brazíliába, a Mato Grosso térségébe helyezte. 1925-ben fiával Jack Fawcett-tel és annak barátjával Raleigh Rimmellel indult el a város megkeresésére. Az volt a terve, hogy a korábbi expedíciójának végső pontjáig kísérőkkel utazik, majd onnan csak hárman indulnak tovább. Utolsó levelét 1925. május 29-én írta. Ebben a levélben beszámolt arról, hogy ő és fia jól van, azonban Raleigh-nak gennyes fekélyek vannak a lábán, beteg és lesoványodott, ezért kétséges, hogy kibírja-e a további megpróbáltatásokat. Ezek voltak az utolsó hírek az expedícióról; a résztvevők további sorsa mind a mai napig ismeretlen.
Fawcett másik fia, Brian több alkalommal is kutatta apja nyomdokait az őserdőben, de kutatásai nem szolgáltak megbízható értesülésekkel. A legvalószínűbb, hogy vagy ellenséges indián törzsek ölték meg őket, vagy a megpróbáltatások során vesztették életüket.

## Magyarul megjelent művei
- A Mato Grosso titka; kéziratok, levelek, naplójegyzetek, jelentések alapján összeáll., epilógus Brian Fawcett, ford. Pethő Tibor; Gondolat, Budapest, 1959 (Világjárók)

## Emlékezete
Könyv róla:
- David Grann: Eldorádó, az elveszett város (The Lost City of Z: A Tale of Deadly Obsession in the Amazon, 2009); ford. Bihari György; Athenaeum Kiadó, Budapest, 2009, ISBN 9789632930220
- David Grann: Z, az elveszett város; ford. Téli Márta; Reader's Digest, Budapest, cop. 2011 (Életek és sorsok)

Játékfilmek:
- Z: Az elveszett város (The Lost City of Z, 2016), amerikai filmdráma David Grann könyvéből, rendezte: James Gray, Fawcett ezredes – Charlie Hunnam
- Az éden ösvényei (The Other Side of Paradise, 1992), brit játékfilm, rendezte: Renny Rye, Fawcett ezredes – Terence Bayler
- Manhunt in the Jungle (~Embervadászat a dzsungelben, 1958), amerikai játékfilm, rendezte: Tom McGowan, Fawcett ezredes – James Wilson

Dokumentumfilm:
- Lost Cities of the Amazone, National Geographic Explorer sorozat (~Amazónia elveszett városai, 2008), amerikai dokumentum-játékfilm, rendezte: Philip Day, Fawcett ezredes – Roy Allen